# Nodaway (Iowa)
Nodaway – miasto w Stanach Zjednoczonych, w stanie Iowa, w hrabstwie Adams. W 2000 liczyło 132 mieszkańców.